# Plopu
Plopu – wieś w Rumunii, w okręgu Prahova, w gminie Plopu. W 2011 roku liczyła 1058 mieszkańców.